# Orden de San Jorge de Alga
La orden de San Jorge de Alga es una orden de canónigos regulares. 
Fue fundada en Venecia por Bartolomé Colonna el año 1396 y aprobado por el papa Bonifacio IX en 1404. Llevan estos canónigos una sotana blanca y una capa azul por encima con un capuchón sobre la espalda. En 1570 Pío V los obligó a hacer profesión religiosa y les otorgó la primacía entre los demás religiosos.